# Punaise de la jusquiame
Espèce
La punaise de la jusquiame (Corizus hyoscyami) est une espèce d'insectes hémiptères du sous-ordre des hétéroptères (punaises) appartenant à la famille des Rhopalidae. Commune en Europe, elle vit principalement dans les prairies, parmi les plantes dont elle consomme la sève.

## Dénominations
- Nom scientifique valide : Corizus hyoscyami (Linnaeus, 1758)[1], dénomination tirée du grec coris, punaise, et huoskuamos, ou hyoscyamine, l'alcaloïde de la jusquiame[2] ;
- Nom vulgaire (vulgarisation scientifique) recommandé ou typique en français : punaise de la jusquiame[3],[4] ;
- Nom vernaculaire (langage courant) : punaise. En anglais, la punaise de la jusquiame se nomme « cinnamon bug » pour son odeur de cannelle, et « black and red squash bug » pour sa couleur[5].

## Description
Le corps de l'imago est bicolore, rouge éclatant et noir. Il fait 9 à 10 mm de long, il est allongé et un peu convexe en dessous. Il porte un duvet fin et des hémiélytres veinés, caractéristiques des Rhopalidae. La tête, triangulaire, est noire avec une tache rouge et des antennes noires divisées en trois segments. Les yeux, saillants et globuleux, possèdent des ocelles un peu en arrière. Le pronotum est caractéristique, rouge avec deux taches noires en forme de cœur sans pointe. L'abdomen est rouge avec trois taches noires sur chaque segment. La couleur du dos est visible dans la transparence des hémiélytres. Les pattes, grêles, sont noires parfois teintées de rouge.

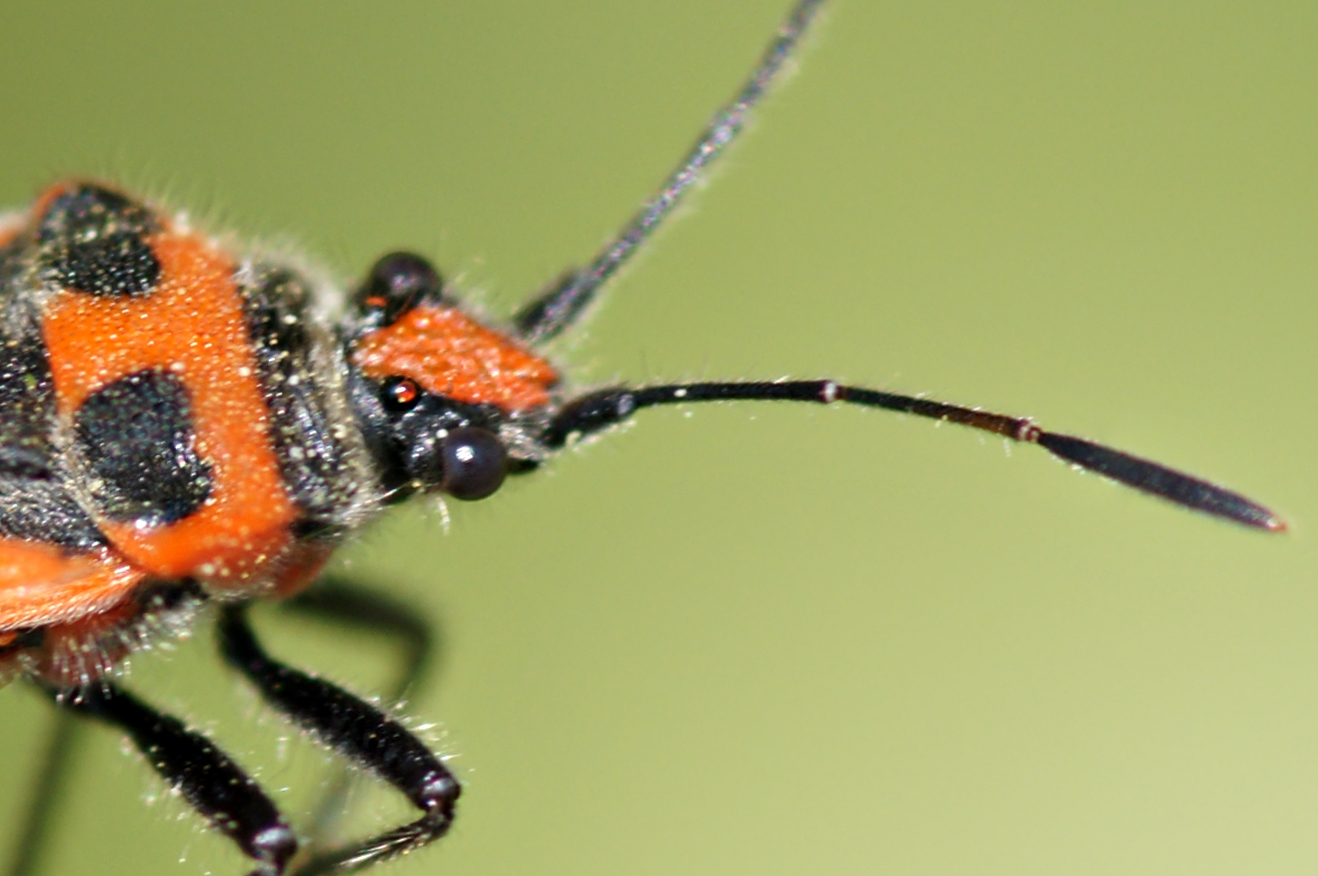
La tête et le pronotum
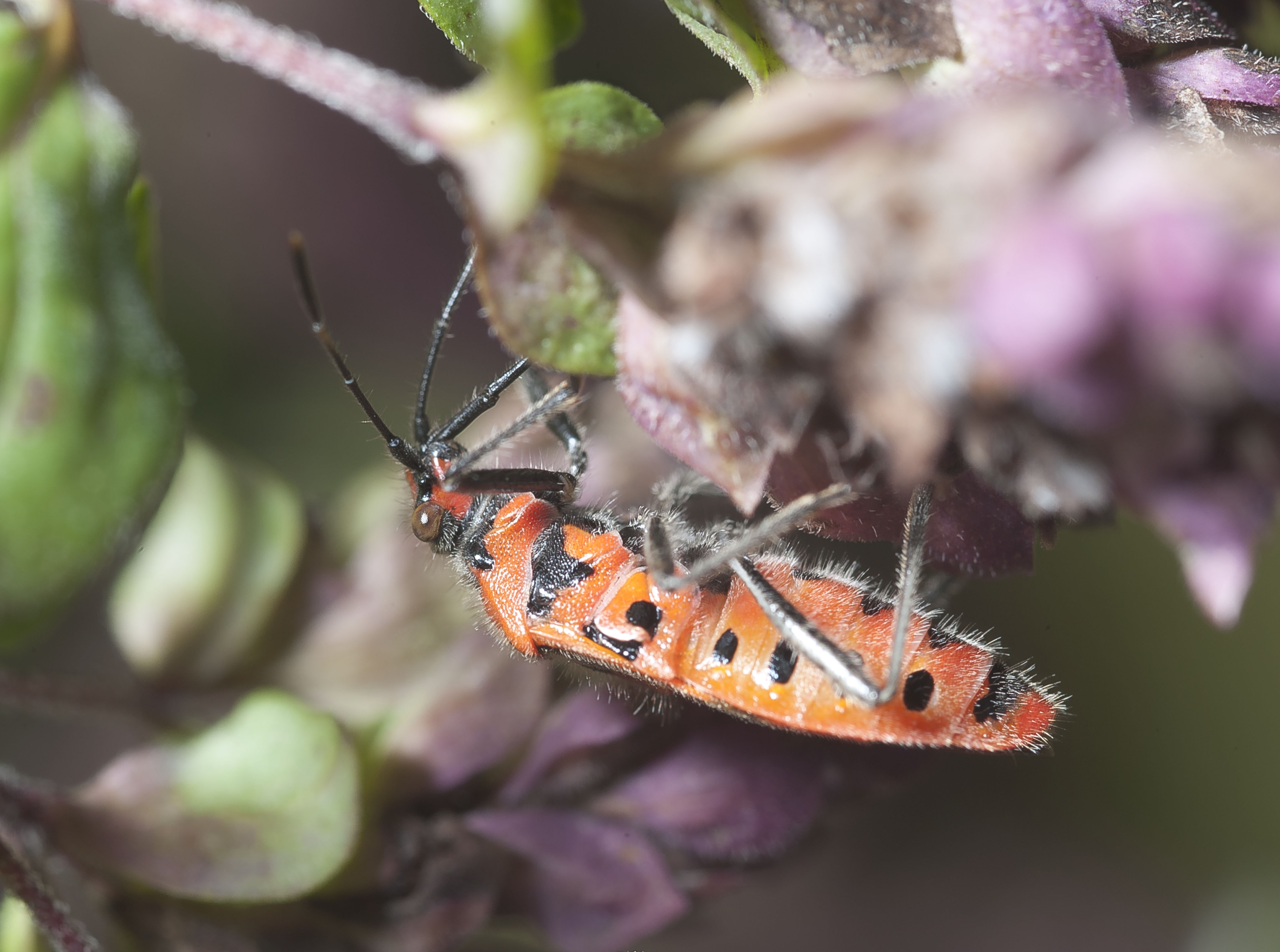
Fin duvet sur le corps
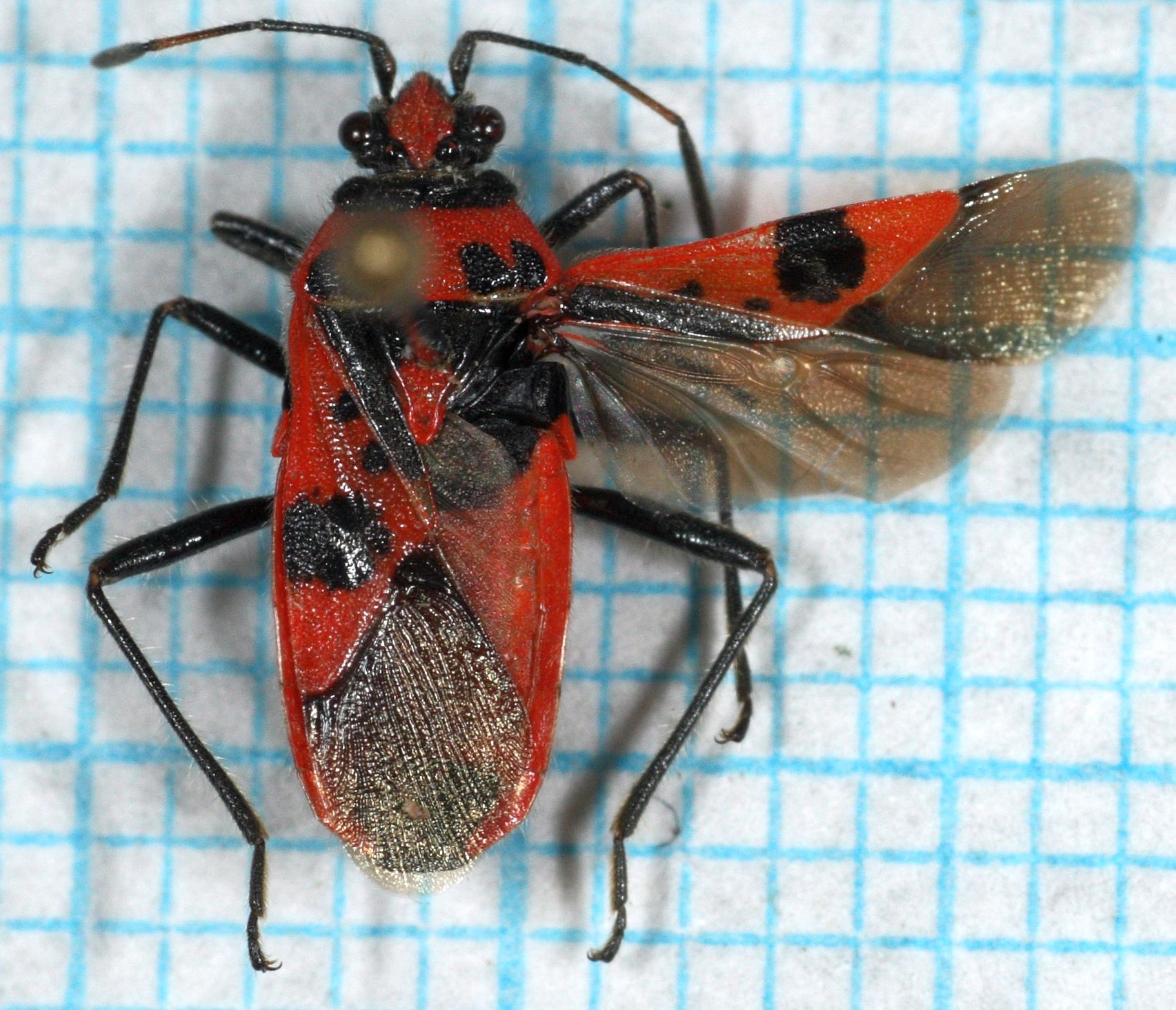
Un hémiélytre déployé
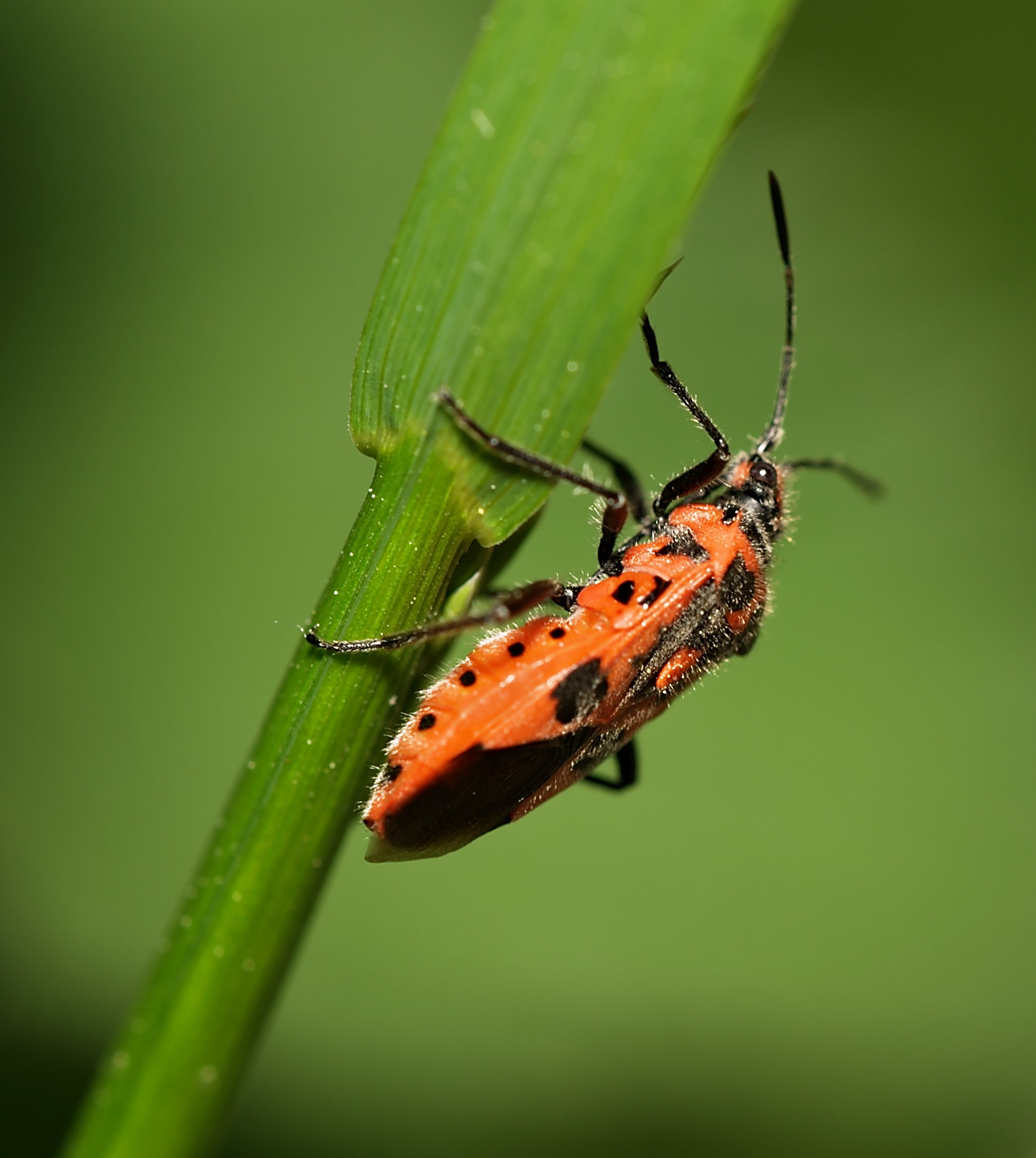
L'abdomen
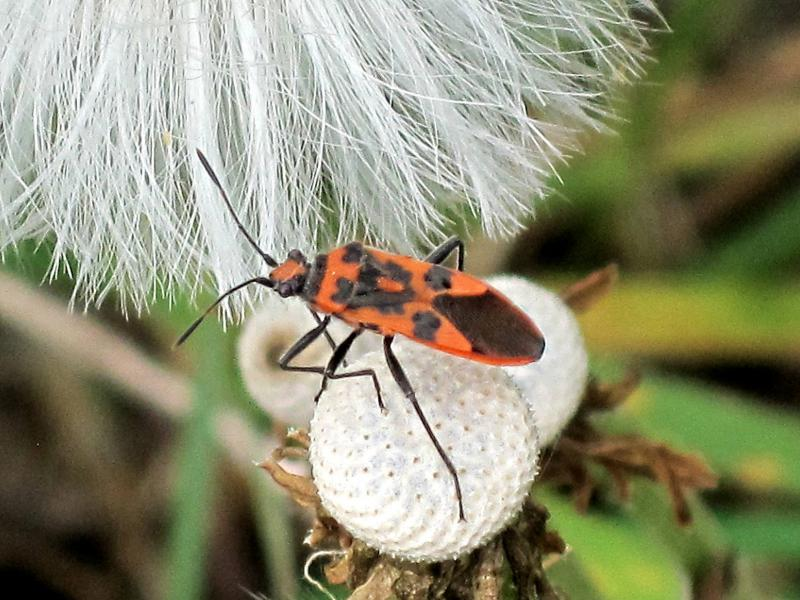
Les pattes

Corizus hyoscyami ne dégage pas de mauvaises odeurs, contrairement à d'autres punaises, mais exhale une odeur semblable à celle de la cannelle ou du thym. Sa couleur rouge et noir avertit les prédateurs de sa toxicité.
La nymphe est brun rougeâtre ou jaunâtre et velue.

### Confusions possibles
Le gendarme (Pyrrhocoris apterus) semble très proche de la punaise de la jusquiame par sa taille et sa couleur. Mais sa tête est noire, il ne vole pas et ne possède pas de veines sur les élytres. Sur son dos, les taches noires sont cerclées de rouge et non sur un fond rouge. Le gendarme vit souvent en colonies sur divers végétaux, sur le sol, alors que la punaise de la jusquiame est une solitaire et se rencontre plutôt vers le haut des herbes.
La punaise écuyère (Lygaeus equestris) et Lygaeus simulans, toutes deux très semblables, peuvent aussi être confondues avec Corizus hyosciamus mais elles possèdent des taches blanches sur les élytres et le bas du dos.

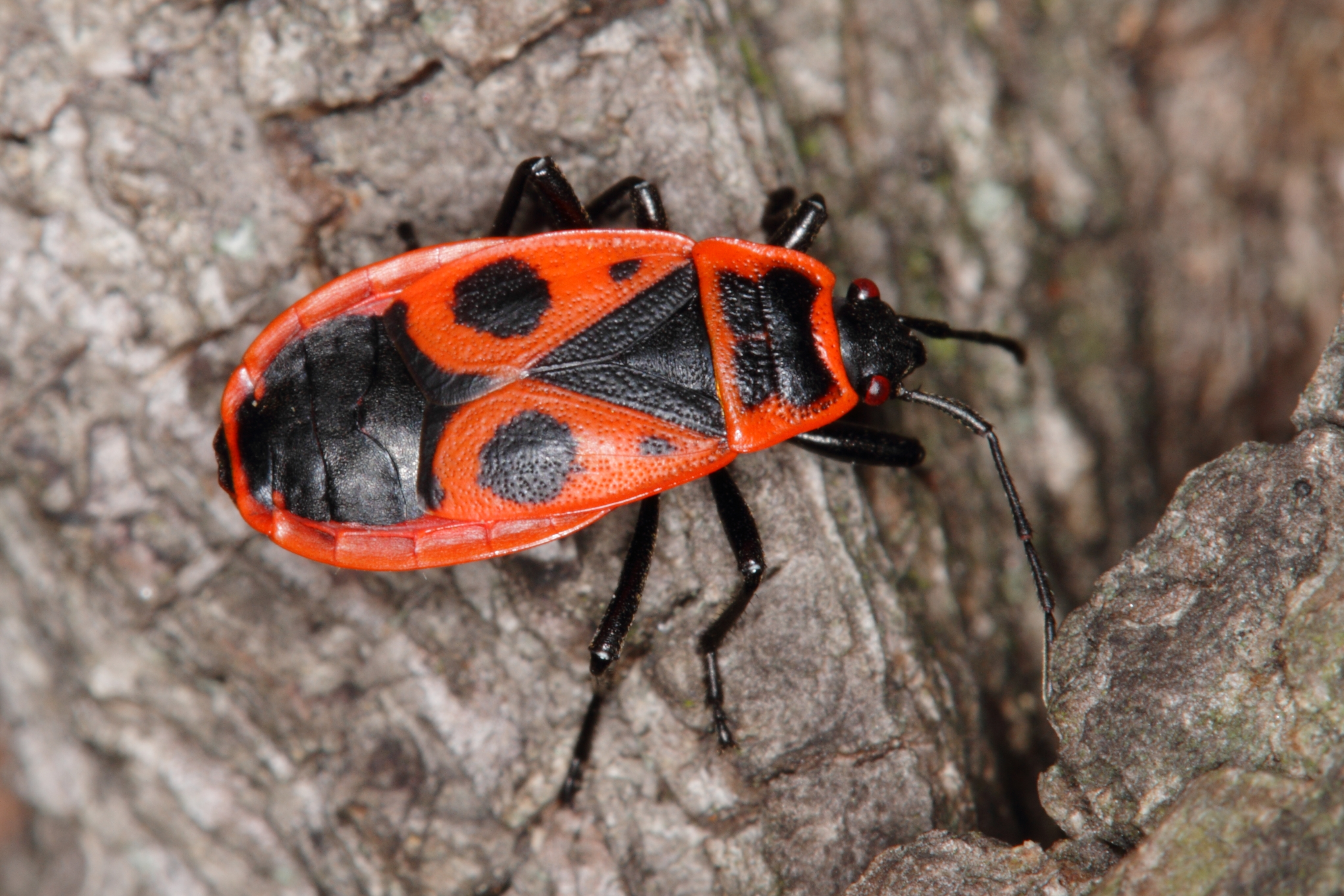
Gendarme
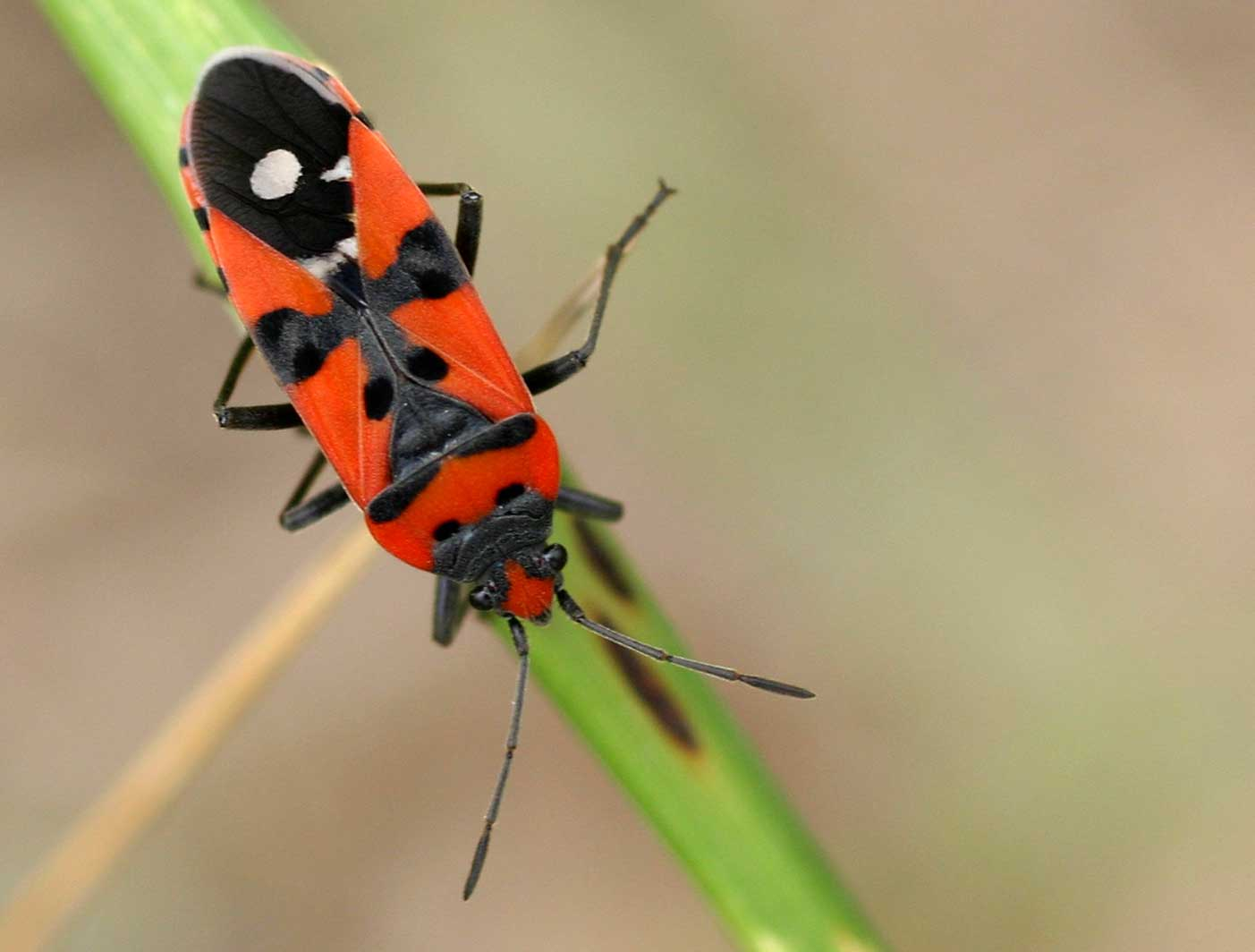
Punaise écuyère

## Alimentation
La punaise de la jusquiame se nourrit des graines de molène et d'Astéracées ainsi que du suc de végétaux tels que pissenlit, pâquerette, œnothère et jusquiame,,.

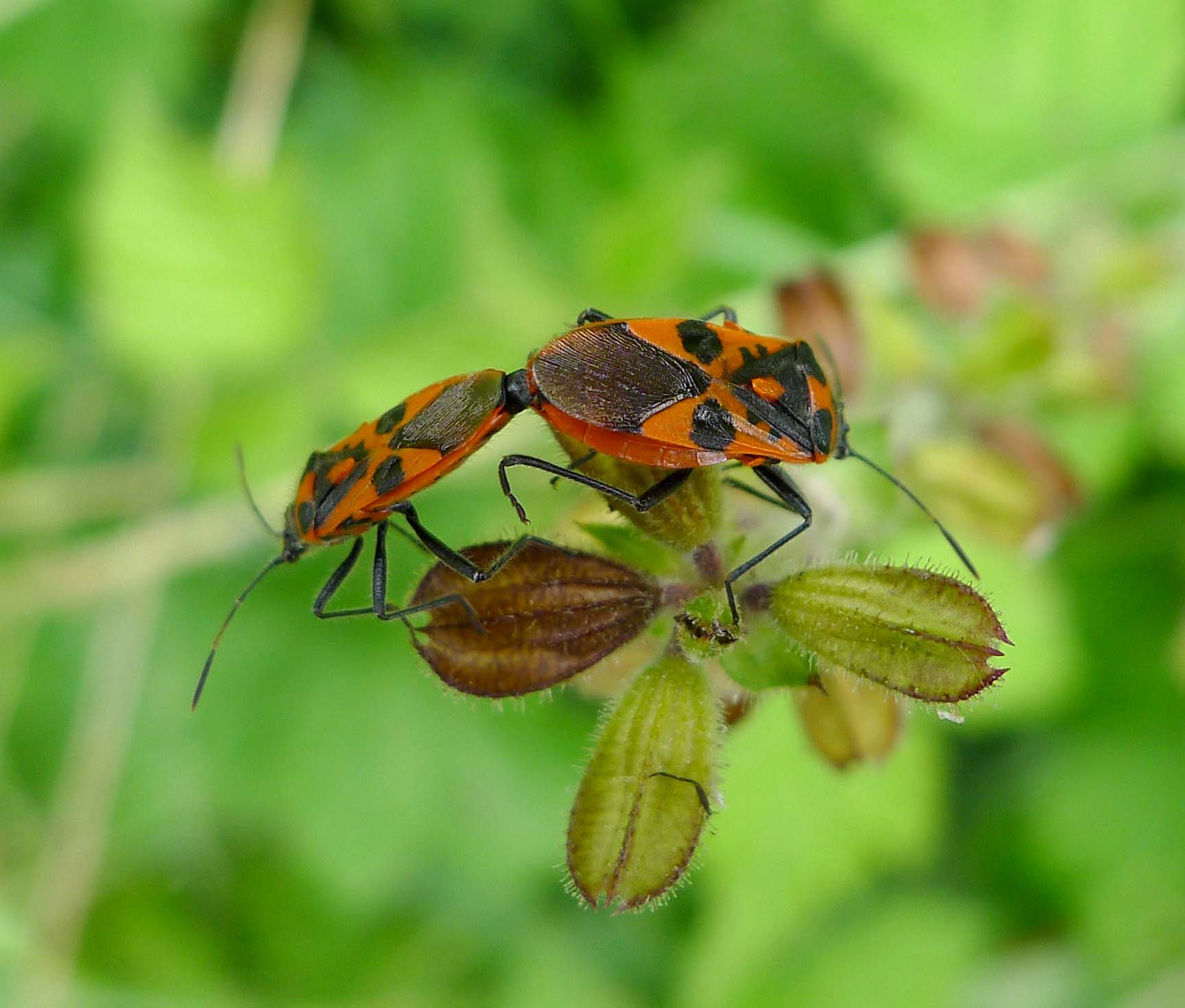
Accouplement

## Reproduction
Les punaises de la jusquiame s'accouplent en mai-juin. Les femelles pondent sur les Astéracées et les nymphes naissent jusqu'à fin août. Les imagos sont visibles jusqu'à fin octobre puis ils hivernent dans la litière de feuillus et de conifères.

## Habitat et répartition
La punaise de la jusquiame vit dans les jachères et les friches au sol sableux et les prairies sèches couvertes de centaurées, de scabieuses et de piloselles. Elle apprécie également les buissons et les bords de forêt.
Elle est présente sur le territoire français depuis le paléolithique, commune en France et dans toute l'Europe ainsi que l'ensemble du Paléarctique, en Afrique du Nord, et en Asie jusqu'en Corée. 
Selon Catalogue of Life (6 avril 2017), les sous-espèces sont :
- Corizus hyoscyami hyoscyami (Linnaeus, 1758), présent dans toute l'Europe, en Afrique du Nord d'Algérie à l'Égypte, en Asie de Turquie jusqu'en Corée, ainsi que dans la région indomalaise[12] ;
- Corizus hyoscyami nigridorsum (Puton, 1874), présent dans les pays du pourtour méditerranéen (Algérie, Espagne, Italie, Maroc, Tunisie et dans les îles Canaries)[5],[14].

L'espèce n'est pas réglementée.

## Systématique
Cette espèce a été décrite par Carl von Linné en 1758 sous le nom (protonyme) de Cimex hyoscyami. Cimex est alors le nom générique donné à l'ensemble des punaises terrestres. Le nom de genre Corizus lui est attribué en 1814 par le naturaliste Carl Frederick Fallén.
Elle a été redécrite plusieurs fois ultérieurement sous d'autres noms, comme Lygaeus hyoscyami par Fabricius, Alydus hyosciami par Peter Samuel Schilling en 1829, ou Therapha hyosciami par Amyot et Serville en 1843, qui sont tous des synonymes (invalides). Plusieurs autres noms d'espèces décrites se sont révélés correspondre à cette même espèce et ont également été synonymisés: c'est le cas de Consivius collinus Distant, 1909, décrite d'Inde himalayenne, de Therapha atropyga Blöte, 1934, décrite du Caucase, ou de Corizus monticola Horváth, 1917 également décrite d'Inde himalayenne. Enfin, des variétés ont encore été décrites, qui ne sont plus considérées comme pertinentes aujourd'hui et sont également synonymisées: Therapha hyosciami var. flavicans Puton, 1881, de Corse, et Therapha hyosciami var. usticensis Riggio, 1885. de Sicile,.
Cette espèce est classée dans la famille des Rhopalidae, au sein de la sous-famille des Rhopalinae et de la tribu des Rhopalini.